# Trimeresurus insularis
Trimeresurus insularis es una especie de serpientes venenosas de la familia Viperidae.

## Distribución geográfica yhábitat
Es endémica de las islas menores de la Sonda (Indonesia y Timor Oriental); se encuentran desde Bali hasta Wetar y desde Sumba hasta Timor.